# Менештур
Менештур (рум. Mănăștur) — село у повіті Арад в Румунії. Входить до складу комуни Вінга.
Село розташоване на відстані 426 км на північний захід від Бухареста, 22 км на південний захід від Арада, 28 км на північ від Тімішоари.

## Населення
За даними перепису населення 2002 року у селі проживали 1086 осіб.
Національний склад населення села:
| Національність | Кількість осіб | Відсоток |
| -------------- | -------------- | -------- |
| румуни         | 699            | 64,4%    |
| цигани         | 165            | 15,2%    |
| словаки        | 137            | 12,6%    |
| угорці         | 40             | 3,7%     |
| серби          | 22             | 2,0%     |
| німці          | 19             | 1,7%     |

Рідною мовою назвали:
| Мова      | Кількість осіб | Відсоток |
| --------- | -------------- | -------- |
| румунська | 832            | 76,6%    |
| словацька | 137            | 12,6%    |
| циганська | 44             | 4,1%     |
| угорська  | 38             | 3,5%     |
| сербська  | 18             | 1,7%     |
| німецька  | 14             | 1,3%     |